# Rallye de France-Alsace 2010
Le Rallye de France 2010 est le 11e rallye du Championnat du monde des rallyes 2010 et s'effectue pour la 1re fois en Alsace, sur les terres du sextuple champion du monde Sébastien Loeb.
Le rallye est un grand succès populaire avec 250 000 spectateurs, le pilote Petter Solberg confiant avoir été « très impressionné par le nombre de spectateurs au bord des routes », et Sébastien Loeb n'ayant « jamais vu autant de monde sur un rallye ». L'épreuve alsacienne est également la plus suivie à la télévision parmi tous les rallyes du championnat WRC 2010,.

## Résultats
En remportant l'épreuve, Sébastien Loeb est sûr de ne plus être rejoint au classement par son premier poursuivant, Sébastien Ogier. Il est sacré champion du monde de WRC pour la septième fois de suite, battant son propre record de titres mondiaux. 
| Rang              | Pilote             | Copilote          | Numéro            | Voiture              | Écurie                   | Temps             | Écart             | Points            |
| Toutes catégories | Toutes catégories  | Toutes catégories | Toutes catégories | Toutes catégories    | Toutes catégories        | Toutes catégories | Toutes catégories | Toutes catégories |
| ----------------- | ------------------ | ----------------- | ----------------- | -------------------- | ------------------------ | ----------------- | ----------------- | ----------------- |
| 1.                | Sébastien Loeb     | Daniel Elena      | 1                 | Citroën C4 WRC       | Citroën Total WRT        | 3 h 05 min 49 s 3 |                   | 25                |
| 2.                | Daniel Sordo       | Diego Vallejo     | 2                 | Citroën C4 WRC       | Citroën Total WRT        | 3 h 06 min 25 s 0 | 35 s 7            | 18                |
| 3.                | Petter Solberg     | Chris Patterson   | 11                | Citroën C4 WRC       | Petter Solberg WRT       | 3 h 07 min 06 s 1 | 1 min 16 s 8      | 15                |
| 4.                | Jari-Matti Latvala | Miikka Anttila    | 4                 | Ford Focus RS WRC 09 | BP Ford Abu Dhabi WRT    | 3 h 07 min 18 s 6 | 1 min 29 s 3      | 12                |
| 5.                | Mikko Hirvonen     | Jarmo Lehtinen    | 3                 | Ford Focus RS WRC 09 | BP Ford Abu Dhabi WRT    | 3 h 09 min 33 s 1 | 3 min 43 s 8      | 10                |
| 6.                | Sébastien Ogier    | Julien Ingrassia  | 7                 | Citroën C4 WRC       | Citroën Junior Team      | 3 h 17 min 45 s 2 | 11 min 55 s 9     | 8                 |
| 7.                | Federico Villagra  | Diego Curletto    | 9                 | Ford Focus RS WRC 08 | Munchi's Ford WRT        | 3 h 20 min 04 s 7 | 14 min 15 s 4     | 6                 |
| 8.                | Matthew Wilson     | Scott Martin      | 5                 | Ford Focus RS WRC 08 | M-Sport Stobart Ford WRT | 3 h 20 min 16 s 2 | 14 min 26 s 9     | 4                 |
| 9.                | Henning Solberg    | Stéphane Prévot   | 16                | Ford Fiesta S2000    | M-Sport Stobart Ford WRT | 3 h 22 min 38 s 2 | 16 min 48 s 9     | 2                 |
| 10.               | Patrik Sandell     | Emil Axelsson     | 24                | Škoda Fabia S2000    | Red Bull Rallye Team     | 3 h 23 min 01 s 6 | 17 min 12 s 3     | 1                 |
| S-WRC             |                    |                   |                   |                      |                          |                   |                   |                   |
| 1. (10.)          | Patrik Sandell     | Emil Axelsson     | 24                | Škoda Fabia S2000    | Red Bull Rallye Team     | 3 h 23 min 01 s 6 |                   | 25                |

## Spéciales chronométrées

Logo de l'épreuve

| Étape           | Spéciale | Heure   | Nom                 | Distance | Vainqueur          | Temps             | Leader         |
| --------------- | -------- | ------- | ------------------- | -------- | ------------------ | ----------------- | -------------- |
| 1 (1er octobre) | SS1      | 08 h 43 | Hohlandsbourg 1     | 9,90 km  | Sébastien Loeb     | 5 min 18 s 0      | Sébastien Loeb |
| 1 (1er octobre) | SS2      | 09 h 01 | Firstplan 1         | 16,58 km | Sébastien Loeb     | 8 min 20 s 3      | Sébastien Loeb |
| 1 (1er octobre) | SS3      | 09 h 39 | Vallée de Munster 1 | 22,33 km | Sébastien Loeb     | 11 min 14 s 6     | Sébastien Loeb |
| 1 (1er octobre) | SS4      | 11 h 02 | Grand Ballon 1      | 24,12 km | Sébastien Loeb     | 13 min 50 s 7     | Sébastien Loeb |
| 1 (1er octobre) | SS5      | 14 h 05 | Hohlandsbourg 2     | 9,90 km  | Jari-Matti Latvala | 5 min 28 s 5      | Sébastien Loeb |
| 1 (1er octobre) | SS6      | 14 h 23 | Firstplan 2         | 16,58 km | Sébastien Loeb     | 8 min 25 s 1      | Sébastien Loeb |
| 1 (1er octobre) | SS7      | 15 h 01 | Vallée de Munster 2 | 22,33 km | Daniel Sordo       | 11 min 13 s 5     | Sébastien Loeb |
| 1 (1er octobre) | SS8      | 16 h 24 | Grand Ballon 2      | 24,12 km | Jari-Matti Latvala | 14 min 28 s 5     | Sébastien Loeb |
| 2 (2 octobre)   | SS9      | 8 h 28  | Klevener 1          | 10,54 km | Sébastien Loeb     | 6 min 25 s 2      | Sébastien Loeb |
| 2 (2 octobre)   | SS10     | 08 h 57 | Ungersberg 1        | 15,50 km | Daniel Sordo       | 9 min 20 s 4      | Sébastien Loeb |
| 2 (2 octobre)   | SS11     | 10 h 05 | Pays d'Ormont 1     | 35,48 km | Sébastien Loeb     | 19 min 39 s 7     | Sébastien Loeb |
| 2 (2 octobre)   | SS12     | 11 h 03 | Salm 1              | 13,09 km | Jari-Matti Latvala | 7 min 18 s 9      | Sébastien Loeb |
| 2 (2 octobre)   | SS13     | 14 h 16 | Klevener 2          | 10,54 km | Sébastien Ogier    | 6 min 22 s 0      | Sébastien Loeb |
| 2 (2 octobre)   | SS14     | 14 h 45 | Ungersberg 2        | 15,50 km | Daniel Sordo       | 9 min 31 s 5      | Sébastien Loeb |
| 2 (2 octobre)   | SS15     | 15 h 53 | Pays d'Ormont 2     | 35,48 km | Petter Solberg     | 21 min 35 s 2     | Sébastien Loeb |
| 2 (2 octobre)   | SS16     | 16 h 51 | Salm 2              | 13,09 km | Petter Solberg     | 7 min 35 s 5      | Sébastien Loeb |
| 3 (3 octobre)   | SS17     | 08 h 23 | Haguenau 1          | 4,02 km  | Petter Solberg     | 3 min 13 s 3      | Sébastien Loeb |
| 3 (3 octobre)   | SS18     | 09 h 32 | Bitche Camp 1       | 24,70 km | Daniel Sordo       | 12 min 34 s 4     | Sébastien Loeb |
| 3 (3 octobre)   | SS19     | 12 h 10 | Bitche Camp 2       | 24,70 km | Spéciale annulée,  | Spéciale annulée, | Sébastien Loeb |
| 3 (3 octobre)   | SS20     | 13 h 28 | Haguenau 2          | 4,02 km  | Jari-Matti Latvala | 3 min 12 s 3      | Sébastien Loeb |

## Classements au championnat après l'épreuve

### Classement pilotes
| Classement pilotes | Classement pilotes   | Classement pilotes | Classement pilotes | Classement pilotes | Classement pilotes | Classement pilotes | Classement pilotes | Classement pilotes | Classement pilotes | Classement pilotes | Classement pilotes | Classement pilotes | Classement pilotes | Classement pilotes | Classement pilotes |
| Rang               | Pilote               | Rallyes            | Rallyes            | Rallyes            | Rallyes            | Rallyes            | Rallyes            | Rallyes            | Rallyes            | Rallyes            | Rallyes            | Rallyes            | Rallyes            | Rallyes            | Total points       |
| Rang               | Pilote               | SUE                | MEX                | JOR                | TUR                | NZL                | POR                | BUL                | FIN                | GER                | JPN                | FRA                | ESP                | GBR                | Total points       |
| ------------------ | -------------------- | ------------------ | ------------------ | ------------------ | ------------------ | ------------------ | ------------------ | ------------------ | ------------------ | ------------------ | ------------------ | ------------------ | ------------------ | ------------------ | ------------------ |
| 1er                | Sébastien Loeb       | 18                 | 25                 | 25                 | 25                 | 15                 | 18                 | 25                 | 15                 | 25                 | 10                 | 25                 | -                  | -                  | 226                |
| 2e                 | Sébastien Ogier      | 10                 | 15                 | 8                  | 12                 | 18                 | 25                 | 12                 | 18                 | 15                 | 25                 | 8                  | -                  | -                  | 166                |
| 3e                 | Jari-Matti Latvala   | 15                 | 10                 | 18                 | 4                  | 25                 | Ab.                | 8                  | 25                 | 12                 | 15                 | 12                 | -                  | -                  | 144                |
| 4e                 | Petter Solberg       | 2                  | 18                 | 15                 | 18                 | Ab.                | 10                 | 15                 | 12                 | 10                 | 18                 | 15                 | -                  | -                  | 133                |
| 5e                 | Daniel Sordo         | 12                 | 0                  | 12                 | Ab.                | 10                 | 15                 | 18                 | 10                 | 18                 | 12                 | 18                 | -                  | -                  | 125                |
| 6e                 | Mikko Hirvonen       | 25                 | 12                 | 0                  | 15                 | 12                 | 12                 | 10                 | Ab.                | Ab.                | 8                  | 10                 | -                  | -                  | 104                |
| 7e                 | Matthew Wilson       | 6                  | 0                  | 10                 | 6                  | 8                  | 8                  | 2                  | 8                  | 8                  | 0                  | 4                  | -                  | -                  | 60                 |
| 8e                 | Federico Villagra    | -                  | 6                  | 6                  | 8                  | 2                  | 4                  | -                  | -                  | -                  | 4                  | 6                  | -                  | -                  | 36                 |
| 9e                 | Henning Solberg      | 8                  | 8                  | 2                  | 0                  | 6                  | Ab.                | 1                  | Ab.                | 0                  | 6                  | 2                  | -                  | -                  | 33                 |
| 10e                | Kimi Räikkönen       | 0                  | Ab.                | 4                  | 10                 | -                  | 1                  | 0                  | 0                  | 6                  | Ab.                | Ab.                | -                  | -                  | 21                 |
| 11e                | Mads Østberg         | 4                  | -                  | -                  | -                  | -                  | 6                  | -                  | 6                  | 0                  | -                  | Ab.                | -                  | -                  | 16                 |
| 12e                | Per-Gunnar Andersson | 1                  | -                  | 0                  | -                  | -                  | 0                  | 6                  | 1                  | 0                  | -                  | -                  | -                  | -                  | 8                  |
| 13e                | Xavier Pons          | -                  | 4                  | 1                  | -                  | 1                  | 0                  | -                  | -                  | 0                  | -                  | 0                  | -                  | -                  | 6                  |
| 13e                | Khalid Al-Qassimi    | 0                  | -                  | -                  | -                  | -                  | 2                  | -                  | Ab.                | 4                  | Ab.                | 0                  | -                  | -                  | 6                  |
| 13e                | Jari Ketomaa         | -                  | -                  | 0                  | -                  | 4                  | 0                  | -                  | Ab.                | -                  | 2                  | 0                  | -                  | -                  | 6                  |
| 16e                | Frigyes Turan        | -                  | -                  | -                  | -                  | -                  | -                  | 4                  | -                  | -                  | -                  | Ab.                | -                  | -                  | 4                  |
| 16e                | Juha Kankkunen       | -                  | -                  | -                  | -                  | -                  | -                  | -                  | 4                  | -                  | -                  | -                  | -                  | -                  | 4                  |
| 18e                | Martin Prokop        | 0                  | 2                  | -                  | -                  | 0                  | -                  | -                  | 0                  | 0                  | 1                  | 0                  | -                  | -                  | 3                  |
| 19e                | Dennis Kuipers (en)  | 0                  | -                  | -                  | 2                  | -                  | 0                  | 0                  | Ab.                | 0                  | -                  | -                  | -                  | -                  | 2                  |
| 19e                | Juho Hänninen        | -                  | -                  | -                  | -                  | -                  | Ab.                | -                  | 2                  | -                  | -                  | -                  | -                  | -                  | 2                  |
| 19e                | Mark Van Eldik       | -                  | -                  | -                  | -                  | -                  | -                  | -                  | -                  | 2                  | -                  | -                  | -                  | -                  | 2                  |
| 19e                | Patrik Sandell       | -                  | -                  | -                  | -                  | -                  | -                  | -                  | -                  | 1                  | -                  | 1                  | -                  | -                  | 2                  |
| 23e                | Armindo Araújo       | 0                  | 1                  | 0                  | -                  | -                  | 0                  | -                  | -                  | 0                  | -                  | 0                  | -                  | -                  | 1                  |
| 23e                | Aaron Burkart        | -                  | -                  | -                  | 1                  | -                  | 0                  | -                  | -                  | 0                  | -                  | 0                  | -                  | -                  | 1                  |

| Couleur | Résultat                                                         |
| ------- | ---------------------------------------------------------------- |
| Or      | Vainqueur                                                        |
| Argent  | 2e place                                                         |
| Bronze  | 3e place                                                         |
| Vert    | Classé, dans les points                                          |
| Bleu    | Classé, hors des points Non classé (Nc.)                         |
| Mauve   | Abandon (Ab.) Retrait (Re.)                                      |
| Noir    | Disqualifié (Dq.)                                                |
| Blanc   | N'a pas pris le départ (Np.) Forfait (Forf.) Épreuve annulée (A) |
| Aucune  | N'a pas participé (-)                                            |

### Classement constructeurs
| Classement constructeurs | Classement constructeurs           | Classement constructeurs | Classement constructeurs | Classement constructeurs | Classement constructeurs | Classement constructeurs | Classement constructeurs | Classement constructeurs | Classement constructeurs | Classement constructeurs | Classement constructeurs | Classement constructeurs | Classement constructeurs | Classement constructeurs | Classement constructeurs |
| Rang                     | Équipe                             | Rallyes                  | Rallyes                  | Rallyes                  | Rallyes                  | Rallyes                  | Rallyes                  | Rallyes                  | Rallyes                  | Rallyes                  | Rallyes                  | Rallyes                  | Rallyes                  | Rallyes                  | Total points             |
| Rang                     | Équipe                             | SUE                      | MEX                      | JOR                      | TUR                      | NZL                      | POR                      | BUL                      | FIN                      | GER                      | JPN                      | FRA                      | ESP                      | GBR                      | Total points             |
| ------------------------ | ---------------------------------- | ------------------------ | ------------------------ | ------------------------ | ------------------------ | ------------------------ | ------------------------ | ------------------------ | ------------------------ | ------------------------ | ------------------------ | ------------------------ | ------------------------ | ------------------------ | ------------------------ |
| 1er                      | Citroën Total World Rally Team     | 30                       | 31                       | 40                       | 25                       | 30                       | 33                       | 43                       | 33                       | 43                       | 37                       | 43                       | -                        | -                        | 388                      |
| 2e                       | BP Ford Abu Dhabi World Rally Team | 40                       | 27                       | 20                       | 24                       | 40                       | 12                       | 22                       | 25                       | 12                       | 28                       | 27                       | -                        | -                        | 277                      |
| 3e                       | Citroën Junior Team                | 14                       | 18                       | 16                       | 27                       | -                        | 31                       | 19                       | 20                       | 23                       | 15                       | 10                       | -                        | -                        | 193                      |
| 4e                       | Stobart M-Sport Ford Rally Team    | 14                       | 14                       | 16                       | 12                       | 18                       | 10                       | 14                       | 10                       | 10                       | 12                       | 10                       | -                        | -                        | 140                      |
| 5e                       | Munchi's Ford World Rally Team     | -                        | 8                        | 8                        | 10                       | 6                        | 8                        | -                        | -                        | -                        | 6                        | 8                        | -                        | -                        | 54                       |